# Francisco Aguabella
Francisco Aguabella, né le 10 octobre 1925, à Matanzas, Cuba est un congacero, bongocero, percussionniste compositeur et interprète qui fera l'essentiel de sa carrière aux États-Unis. D'origine cubaine, on le retrouve régulièrement au côté de nombreux artistes de la scène jazz américaine. Il a effectué de nombreuses sessions d'enregistrements qui se sont aussi prolongées par des tournées aux côtés de Dizzy Gillespie, Tito Puente, Mongo Santamaria, Frank Sinatra, Perez Prado, Eddie Palmieri, Cachao, Lalo Schifrin, Cal Tjader, Peggy Lee, Nancy Wilson, Poncho Sanchez, Bebo Valdes pour insuffler et distiller des rythmiques afro-cubaines et latines-jazz dont il a le secret. Il est décédé le 7 mai 2010 à Los Angeles, (Californie - États-Unis).

## Biographie
Francisco Aguabella est aussi un batalero (joueur) d'afro-tambour Batá. Ces instruments ont été très populaires dans Matanzas à Cuba, son village de naissance.
Durant les dernières années de vie, soit à partir de 2004, il enseigne la batterie et les rythmes afro-cubains au département d'ethno-musicologie de l'UCLA.

## Style de musique
Mambo, Latin Jazz, Jazz afro-cubain, Cha-cha-cha.

## Crédits et signatures
Ses collaborations sont signés ou mentionnées de différentes façons et parfois sous des pseudonymes plus ou moins proche de son patronyme :
- Aguabella
- F. Aguabella
- Francisco Aquabella
- Francisco Aquadella
- Francisco Urrutia
- Francisco Aguabella

## Discographie

### Enregistrements au Format LP 10' et 12' (25 cm et 33 cm)
- 1961 : Dance The Latin Way  ∫ LP Fantasy Records - Fantasy F 3318
- 1977 : Hitting Hard  ∫ CD CuBop Records - CuBop CBLP 017
- 1999 : Agua De Cuba  ∫ CD CuBop Records - CuBop CBLP 018
- 1999 : H2O  ∫ CD CuBop Records - CuBop CBLP 024
- 2002 : Cubacan  ∫ CD CuBop Records - CuBop CBLP 038
- 2004 : Ochimini  ∫ CD CuBop Records - CuBop CBLP 042

#### Emil Richards' Yazz Band
- 1961 : Yazz Per Favore

#### Malo
Malo (en), groupe Latin Rock de San Francisco fondé par Arcelio Garcia et Jorge Santana, le frère du guitariste Carlos Santana. Francisco Aquabella y joue des congas, bongos, timbales et chante en leader à partir du 2e album. Il ne fera pas partie de la reformation en 1981.
- 1972 : Dos
- 1973 : Evolution
- 1974 : Ascención

#### Francisco Aguabella y su Grupo Oriza
- 1992 : Bembé y Afrocuban music  (musique folklorique afro-cubaine en langue ’’Yorouba) ∫ CD OLM Records - OLM 100??
- 1993 : Oriza: Santeria Religion Afrocubana ∫ CD OLM Records / Ubiquity Records
- 1994 : Yo Quiero Mi Son ∫ CD Oriza records / Misicanov - OCD 401
- 1996 : Requiem to Felix Chappotin and his stars ∫ CD Oriza records - OCD 402

#### Francisco Aguabella y sus tambores batá
- 1990 : Santeria : Oro Cantado Con Tambores Batá (Volume 1)  ∫ CD / Cassette Go Productions - GO Productions 10032
- 1990 : Santeria : Oro Cantado Con Tambores Batá (Volume 2)  ∫ CD / Cassette Go Productions - GO Productions 10032
- 1990 : Santeria : Oro Cantado Con Tambores Batá (Volume 3)  ∫ CD / Cassette Go Productions - GO Productions 10032
- 1993 : Oriki ara oko  (musique folklorique afro-cubaine en langue ’’Yorouba) ∫ CD OLM Records - OLM 10038
- 2002 : Cantos a los orishas ∫ CD OLM Records - Pimienta Records / Universal Music Latino

### Enregistrements de sessions
Pour Tito Puente
- 1957 : Top Percussion
- 19?? : On The Bridge
- 1984 : El Rey
- 1997 : Oye Como Va: The Dance Collection

Pour Mongo Santamaria
- 196? : Yambu

Pour Dizzy Gillespie
- 1962 : The New Continent

Pour Peggy Lee
- 1963 : Mink Jazz

Pour Lalo Schifrin
- 1964 : Gone with the Wave (Colpix)
- 1968 : More Mission: Impossible (Paramount)
- 1968 : Mannix (BO) (Paramount)
- 1969 : Che ! (BO) (Tetragrammaton)
- 1973 : Enter the Dragon (BO) (Warner Bros.)
- 1997 : Metamorphosis: Jazz Meets the Symphony, #4
- 1999 : Jazz Meets Symphony Collection (Coffret)

Pour Gil Fuller
- 1965 : Night Flight (Pacific Jazz)

Pour Eddie Palmeri
- 1967 : Champagne
- 197? : Justice
- 197 : Lucum Macumba Vodoo
- 197 : Sueno

Pour The Doors
- 1973: Other Voices (Electra)

Pour Ernie Watts
- 1972 : The Wonder Bag

Pour Joe Henderson
- 1973 : Canyon Lady

Pour Louie Bellson / Walfredo De Los Reyes
- 1977 : Ecue Ritmos Cubanos

Pour Pages (en)
- 1978 : Pages

Pour Santana
- 1980 : Swing of Delight
- 1990 : Spirits Dancing in the Flesh

Pour Bobby Hutcherson
- 1989 : Ambos Mondos

Pour Paul Simon
- 1990 : The Rhythm of the Saints

Pour John Santos
- 1996 : Hacia El Amor

Pour Herb Alpert
- 1997 : Passion Dance

Pour Los Originales
- 2001 : Cuban Masters: Los Originales

Pour Poncho Sanchez
- 2003 : Outa Sight

Pour Jazz on the Latin Side All Stars
- 2004 : Last Bullfighter
- 2007 : Tambolero

Pour Christine Lakeland
- 19?? : Fireworks

### Documentaires musicaux
- 1954 : Mambo
- 1985 : Sworn to the Drum : A Tribute to Francisco Aguabella (réalisé par Les Blank[1])